# Franck Bussière
Pour les articles homonymes, voir Bussière.
Franck Bussière, né le 13 août 1975, est un rameur d'aviron français.

## Palmarès

### Championnats du monde
- 2001 à Lucerne
  -  Médaille d'or en huit poids légers
- 2003 à Milan
  -  Médaille de bronze en huit poids légers
- 2004 à Banyoles
  -  Médaille d'or en huit poids légers